# Ordo Rosarius Equilibrio
Ordo Rosarius Equilibrio est un groupe suédois de néofolk et de death industriel, originaire de Stockholm.

## Histoire
Le groupe est formé en 1993 sous le nom d'Ordo Equilibrio par les Suédois Tomas Pettersson d'Archon Satani et Chelsea Krook. Après le remplacement de Chelsea Krook par Rose-Marie Larsen, le groupe est rebaptisé Ordo Rosarius Equilibrio en 1998.
Ordo Rosarius Equilibrio s'est produit entre autres au Wave-Gotik-Treffen (1998, 2000, 2001, 2003, 2006, 2012, 2017), au Maschinenfest 2007, au M'era Luna Festival 2008 et à l'Amphi Festival 2011, 2017. Lors de leurs concerts live, ils sont soutenus par de nombreux musiciens invités.
Avec l'album Songs 4 Hate and Devotion, ils passent en 2010 du label Cold Meat Industry à Out of Line.

## Style musical
Ordo Rosarius Equilibrio est classé dans le domaine du néofolk, également appelé apocalyptic folk, et dans celui du death industriel.
Sur le plan thématique et dans la représentation, Ordo Rosarius Equilibrio a des références à la magie noire et au BDSM. Le logo du groupe est le symbole en forme de roue de charrette de la carte de tarot 4 des bâtons du tarot de Thoth d'Aleister Crowley,.

## Discographie
- 1995 : Reaping the Fallen, the First Harvest (sous le nom d'Ordo Equilibrio)
- 1997 : The Triumph of Light.... and Thy Thirteen Shadows of Love (sous le nom d'Ordo Equilibrio)
- 1998 : Conquest, Love and Self Perseverance (sous le nom d'Ordo Equilibrio)
- 2000 : Make Love, and War; The Wedlock of Roses
- 2001 : Make Love, and War; The Wedlock of Equilibrium
- 2001 : Make Love, And War; The Wedlock of Roses, and Equilibrium
- 2003 : C.C.C.P (Cocktails, Carnage, Crucifixion and Pornography)
- 2005 : Satyriasis – Somewhere Between Equilibrium and Nihilism (avec Spiritual Front)
- 2006 : Apocalips
- 2009 : O N A N I (Practice makes Perfect)
- 2010 : Songs 4 Hate and Devotion (for All of You, Who Mean Nothing to Me)
- 2016 : Vision: Libertine - The Hangman's Triad
- 2019 : Let's Play (Two Girls and a Goat)
- 2022 : Nihilist Notes (and the Perpetual Quest 4 Meaning in Nothing)

### Singles et EP
- 1997 : l4l (EP) (sous le nom d'Ordo Equilibrio)
- 2007 : FOUR (EP, Raubbau)
- 2010 : Do Angels Never Cry, and Heaven Never Fall? (maxi-single)
- 2013 : 4Play (EP)
- 2022 : La Fleur du mal (EP)